# Cistus clusii
Cistus clusii är en solvändeväxtart som beskrevs av Michel Félix Dunal. Cistus clusii ingår i släktet Cistus och familjen solvändeväxter. Utöver nominatformen finns också underarten C. c. multiflorus.

## Bildgalleri

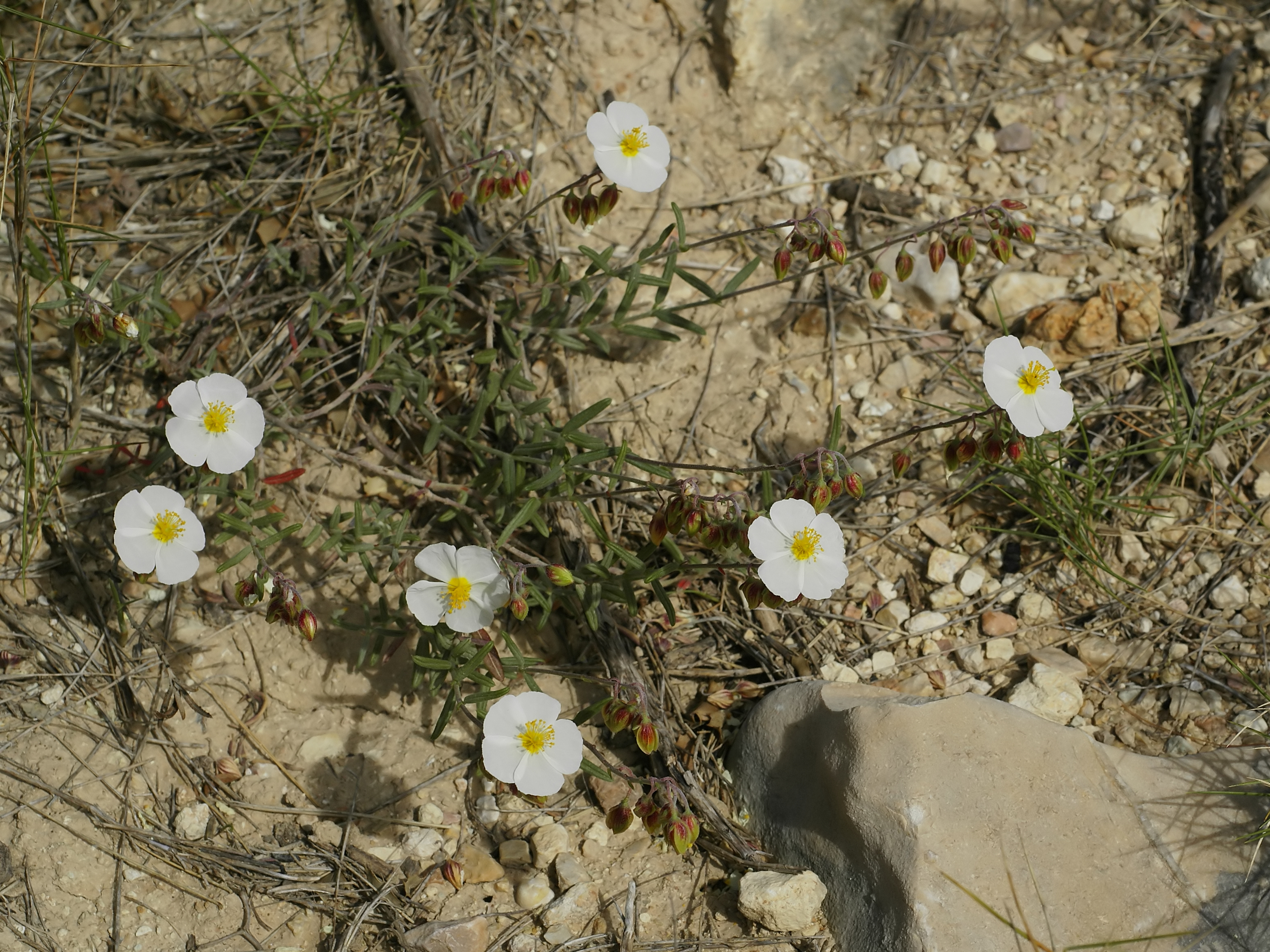
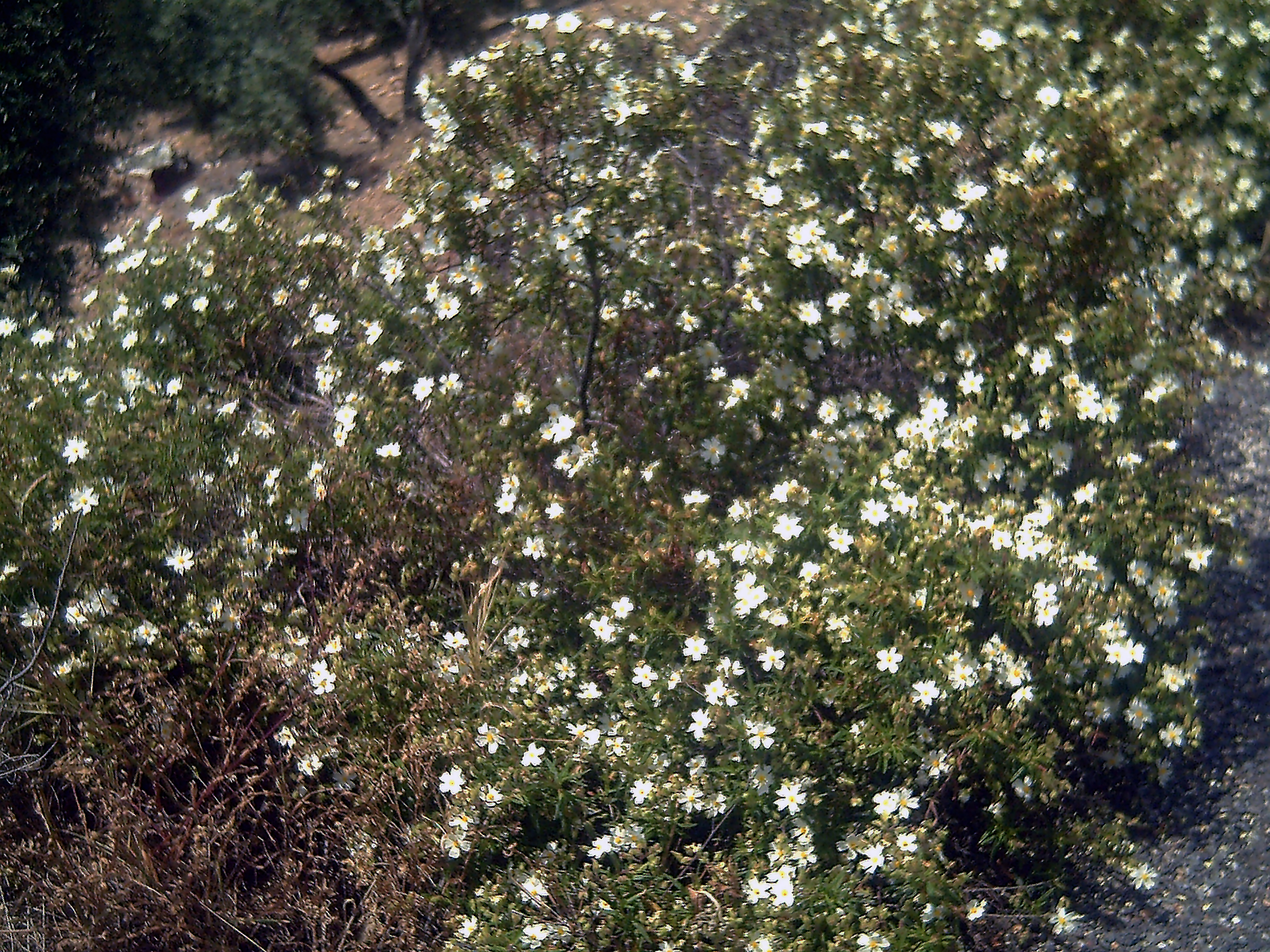
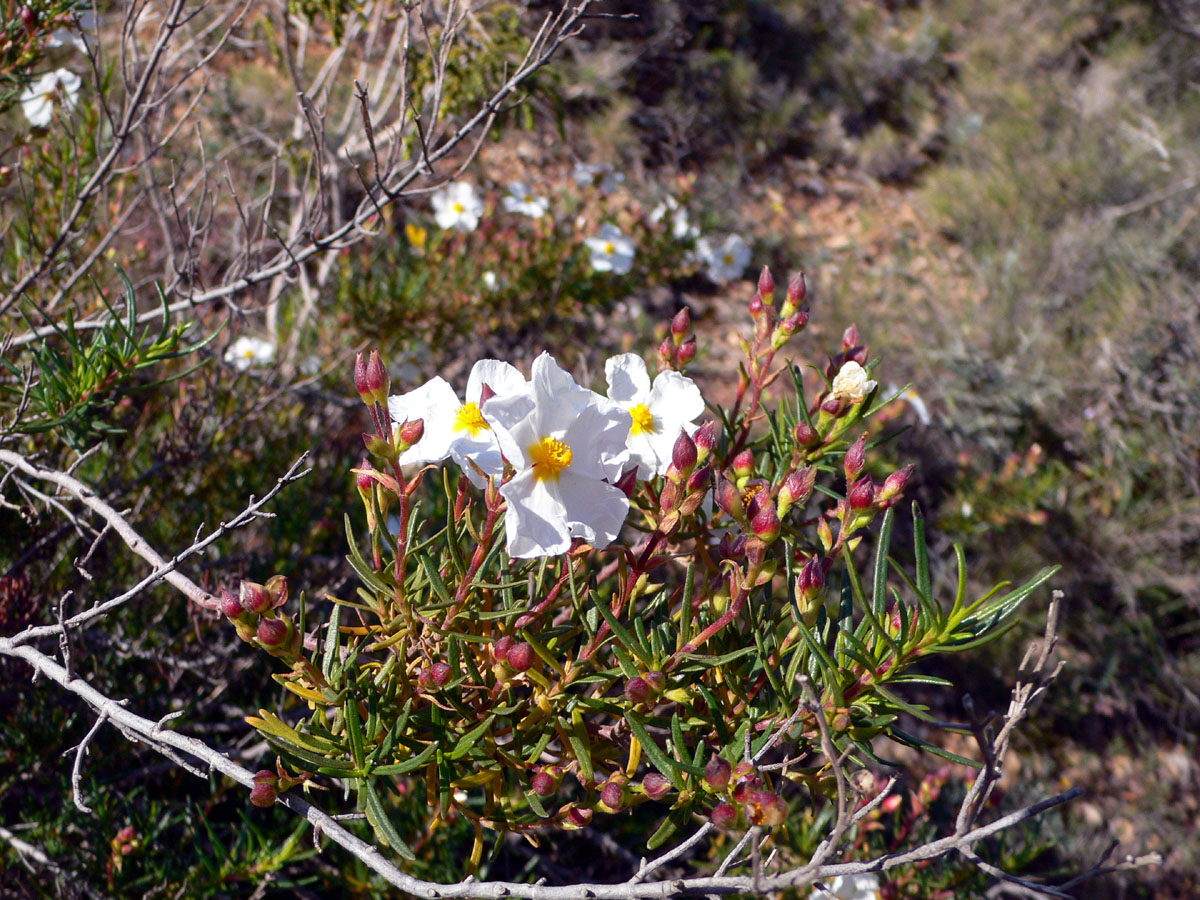
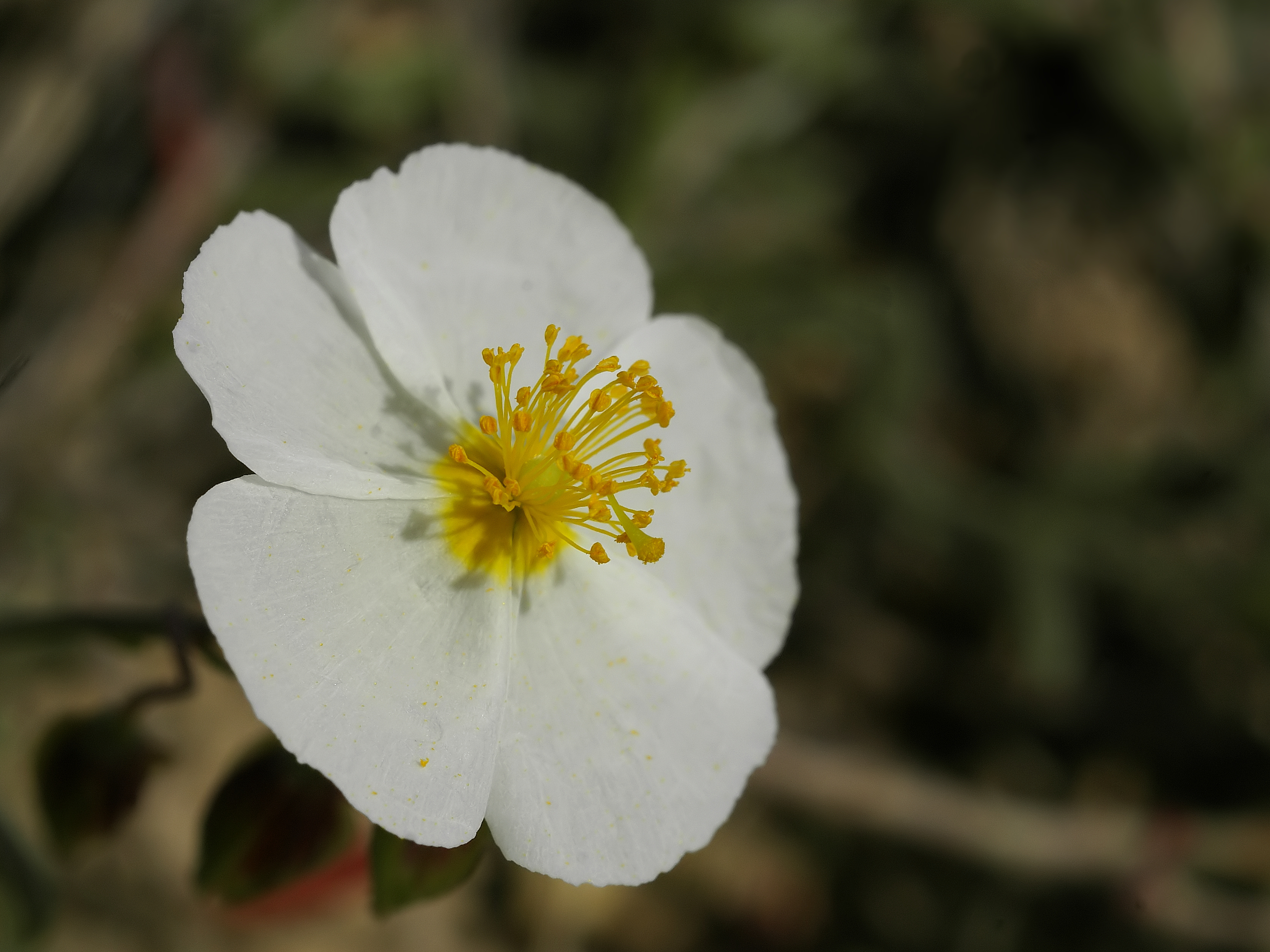
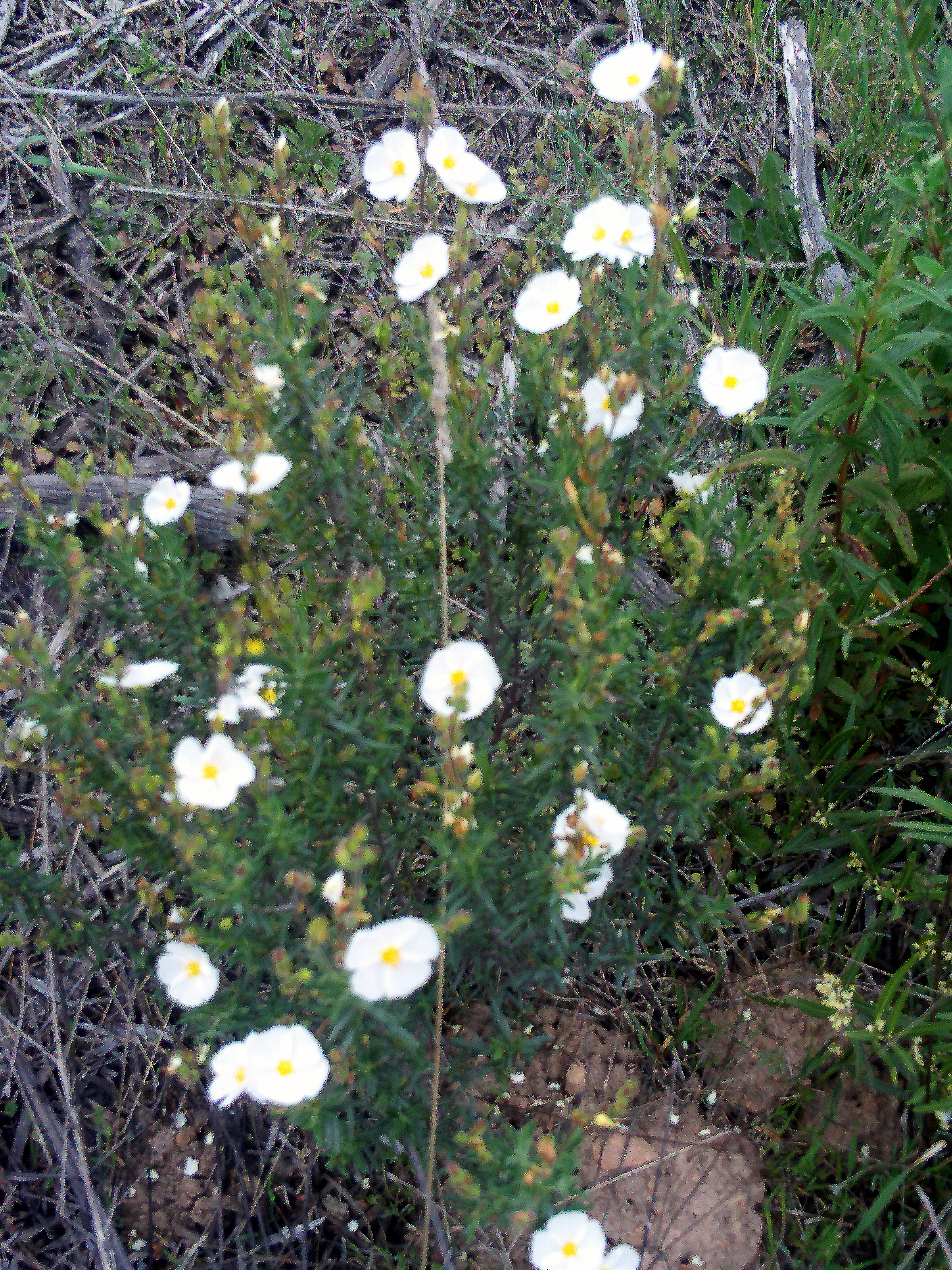
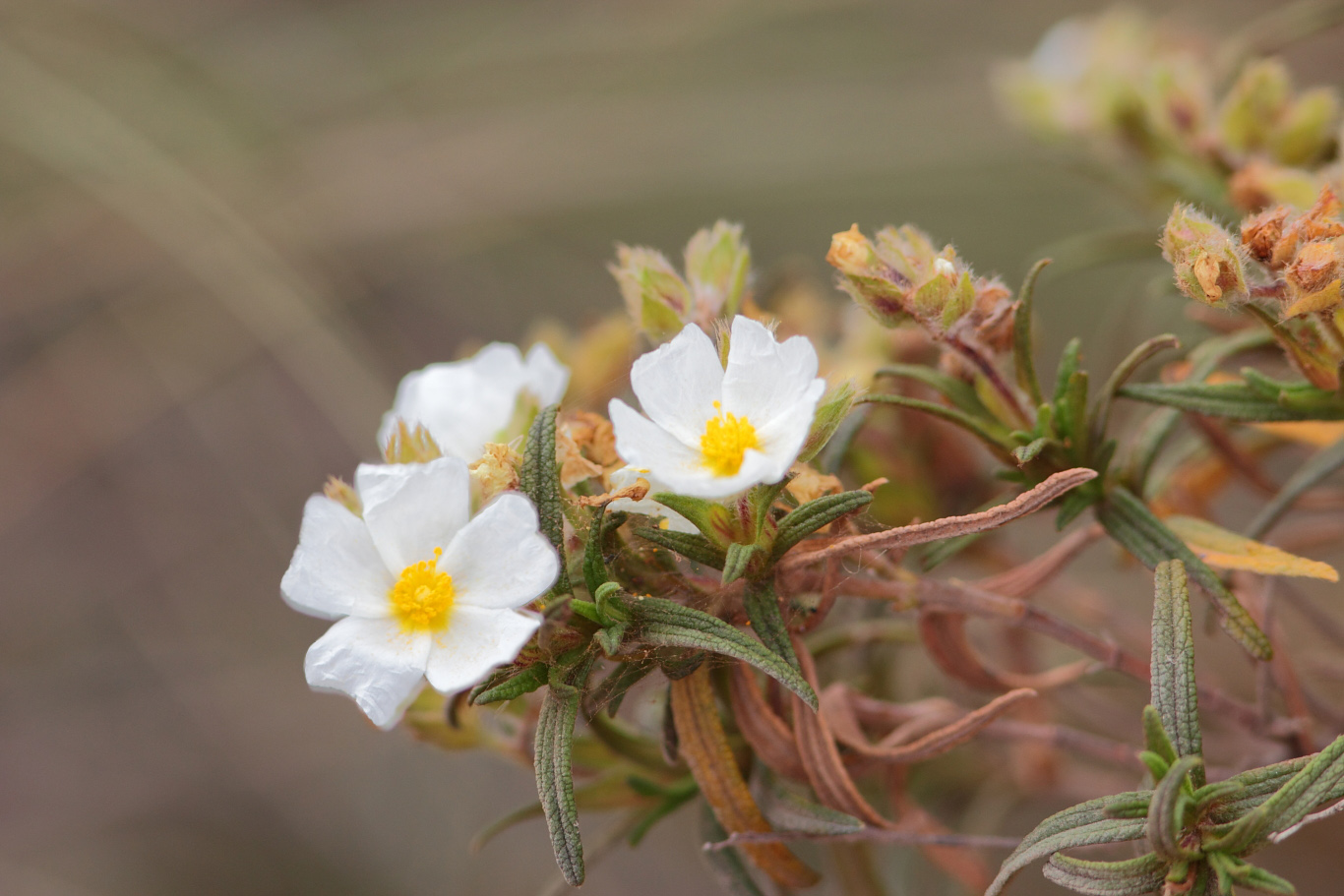